# Finale Stanleyjevega pokala 1919
Finale Stanleyjevega pokala 1919 je potekal od 19. do 31. marca. Za pokal sta se potegovali moštvi Montreal Canadiens, prvak lige NHL, in Seattle Metropolitans, prvak lige PCHA. Prvič v zgodovini se je zgodilo, da pokal ni bil podeljen in zmagovalec ni bil določen. To se je zgodilo, ker je finale potekal v času izbruha španske gripe. Edinkrat v zgodovini se je pripetilo, da Stanleyjev pokal ni bil podeljen, potem ko se je končnica že začela. 
Serijo je gostil Seattle. Obe moštvi sta zmagali na dveh tekmah, na dveh izgubili in na eni remizirali. Zdravstveni funkcionarji so bili prisiljeni finale odpovedati odločilno tekmo serije, ker je celotno moštvo Montreal Canadiensov skupaj z lastnikom moštva Georgom Kendallom za gripo zbolelo in so bili sprejeti v bolnišnico. Gripa je štiri dni po sprejetju v bolnišnico naposled terjala življenje Joeja Halla. Kendalla je bolezen ošibila, zaradi gripe je umrl nekaj let pozneje. 

## Poti do finala
Canadiensi so dobili prvo polovico rednega dela sezone 1918/19, medtem ko je drugo polovico dobil Ottawa Hockey Club. Za določitev prvaka lige NHL je bila tako potrebna končnica, ki se je igrala na 4 zmage (oz. po modelu best-of-seven). Montreal je v končnici zmagal z izidom 4-1 v zmagah. 
Na drugi strani je PCHA moštvo Seattle Metropolitans sezono 1919 končalo na drugem mestu z 11 zmagami in 9 porazi. Prvo mesto je zasedlo moštvo Vancouver Millionaires z 12 zmagami in 8 porazi. Moštvi sta se nato srečali v dvotekemski končnici, v kateri je odločalo skupno razmerje zadetkov. Seattle je prvo tekmo dobil z 6-1, medtem ko je na drugi tekmi slavil Vancouver z 4-1, kar ni bilo dovolj za napredovanje, ker je bil skupni izid 7-5 v prid Seattla. 

## Serija
Vse tekme so bile odigrane v dvorani Seattle Ice Arena. Zaradi odstopanj med pravili obeh lig so bila pravila lige PCHA uporabljena na prvi, tretji in peti tekmi, medtem ko so na drugi in četrti tekmi igrali pod pravili lige NHL. Na peti tekmi so sicer zares uporabljali pravila lige NHL, ker se je peta tekma štela kot ponovitev četrte, ki se je končala neodločeno.

### Prva tekma
| 19. marec | Seattle Metropolitans |  | 7 – 0 |  | Montreal Canadiens |  |  |  |

Pod pravili lige PCHA je dominiral Seattle, ki je bil 2-krat uspešen v prvi, 3-krat v drugi in še 2-krat v tretji tretjini. Na tekmi se je poškodoval hokejist Montreala Bert Courbeau, ki je tekmo vseeno končal in naprej pomagal moštvu v finalu kot menjava.

### Druga tekma
| 22. marec | Seattle Metropolitans |  | 2 – 4 |  | Montreal Canadiens |  |  |  |

Canadiensi so  na drugi tekmi izid v finalu izenačili. Vse zadetke za Montreal je dosegel Newsy Lalonde. Montreal je povedel in ni vodstva nikoli izpustil iz rok, čeprav je Seattle zadel dvakrat v 32 sekundah tretje tretjine in se s tem približal. Cully Wilson (Seattle) je s ploščkom namerno zadel Joeja Halla v nos, a se groba igra ni nadaljevala, ker se je Seattle poskušal približati.

### Tretja tekma
| 24. marec | Seattle Metropolitans |  | 7 – 2 |  | Montreal Canadiens |  |  |  |

Pod pravili lige PCHA je zopet slavil Seattle, ki je bil v prvi tretjini uspešen štirikrat in je tako hitro prešel v visoko vodstvo. V drugi tretjini ni bilo zadetkov, v tretji pa je Seattle zaustavil napade Montreala in tretjino dobil z izidom 3-2.

### Četrta tekma
| 26. marec | Seattle Metropolitans |  | 0 – 0 |  | Montreal Canadiens |  |  |  |

Četrta tekma se je končala z neodločenim izidom 0-0 kljub odigranim 20 minutam podaljška, v katerem sta Hap Holmes in Georges Vézina zaustavila vse strele. Ob koncu drugega podaljška je imel izjemno priložnost za Montreal Louis Berlinguette, a je plošček zgrešil za nekaj centimetrov. Hokejist Seattla Wilson se je nato zapletel z Berlinguettom, ki je moral zapustiti ledeno ploskev. Občinstvo je po tekmi obema moštvoma  za prikazano igro namenilo ovacije.

### Peta tekma
| 30. marec | Seattle Metropolitans |  | 3 – 4 |  | Montreal Canadiens |  |  |  |

Med četrto in peto tekmo so bile debate, katera pravila uporabiti za peto tekmo. Ker se je četrta tekma končala neodločeno, so Canadiensi želeli, da je peta tekma ponovitev četrte tekme in da se igra pod pravili lige NHL, medtem ko je Seattle želel pravila lige PCHA. Tekmo so naposled igrali pod pravili lige NHL in za v prihodnje je bilo določeno, da se podaljški igrajo do doseženega zadetka.
Na tekmi je Lalonde zabil dva gola, odločilni zadetek pa je v podaljšku dosegel Jack McDonald. S tem je Canadiense povedel do zmage 4-3. Montreal je po dveh tretjinah zaostajal z 0-3, a se je Seattle utrudil in Montrealu dovolil tri zadetke, od teh je drugega in tretjega prispeval Lalonde.

## Odpoved
Šesta in odločilna tekma je bila napovedana za 1. april, a je nekaj igralcev iz obeh moštev resno zbolelo za špansko gripo, ki je tedaj razsajala. Lalonde, Hall, Coutu, Berlinguette in McDonald so bili s temperaturami med 38 in 41 °C sprejeti v bolnišnico ali pa so ležali bolni v postelji. Šesta tekma je bila tako odpovedana samo 5 ur in pol pred začetkom. Kendall je dejal, da prepušča pokal Seattlu, ki je imel v seriji boljše razmerje v zadetkih, a je Pete Muldoon, direktor-trener moštva Seattle Metropolitans, odklonil pokal, ker je videl, da je postavo Canadiensov prizadela katastrofalna bolezen. Kendall je vprašal, če naj Canadiensi potemkatem uporabijo igralce iz moštva Victoria Aristocrats, a ga je predsednik lige PCHA Frank Patrick zavrnil.
Pet dni kasneje je Joe Hall umrl za pljučnico, ki jo je prinesla gripa. Pogreb je potekal 8. aprila v Vancouvru, udeležila se ga je večina soigralcev. Halla so sicer pokopali v Brandonu, Manitoba. Bolezen je zadela tudi lastnika Canadiensov Georga Kendalla. Ko se je njegovo stanje poslabšalo, ga je prišla iz Montreala obiskat tudi žena. Zdelo se je, da si je opomogel, in so ga izpustili iz bolnišnice, a si ni nikoli zares opomogel in je nekaj let kasneje umrl. 
Leta 1919 ni bilo nobenega uradnega zmagovalca Stanleyjevega pokala in zato tudi ni bilo nič vrezano na pokal. Kakorkoli, ko so pokal na novo oblikovali leta 1948, so mu dodali nov obroč z moštvi, ki svojih imen niso vrezala na pokal, in dodan je bil tudi naslednji napis:

## Postavi

### Montreal Canadiens
| Vratarji | Vratarji       | Vratarji    | Vratarji    | Vratarji     | Vratarji           |                  |
| #        | Igralec        | Boljša roka | V moštvu od | Kraj rojstva | Kraj rojstva       | Nastopi v finalu |
| -------- | -------------- | ----------- | ----------- | ------------ | ------------------ | ---------------- |
|          | Georges Vézina |             |             | Kanada       | Chicoutimi, Quebec |                  |

| Branilci | Branilci     | Branilci    | Branilci    | Branilci                                              | Branilci                 |                  |
| #        | Igralec      | Boljša roka | V moštvu od | Kraj rojstva                                          | Kraj rojstva             | Nastopi v finalu |
| -------- | ------------ | ----------- | ----------- | ----------------------------------------------------- | ------------------------ | ---------------- |
|          | Bert Corbeau |             |             | Kanada                                                | Penetanguishene, Ontario |                  |
|          | Billy Coutu  |             |             | Kanada                                                | North Bay, Ontario       |                  |
|          | Joe Hall     |             |             | Združeno kraljestvo Velike Britanije in Severne Irske | Staffordshire, Anglija   |                  |
|          | Didier Pitre |             |             | Kanada                                                | Valleyfield, Quebec      |                  |

| Napadalci | Napadalci          | Napadalci | Napadalci   | Napadalci   | Napadalci    | Napadalci            |                  |
| #         | Igralec            | Položaj   | Boljša roka | V moštvu od | Kraj rojstva | Kraj rojstva         | Nastopi v finalu |
| --------- | ------------------ | --------- | ----------- | ----------- | ------------ | -------------------- | ---------------- |
|           | Amos Arbour        | LW        |             |             | Kanada       | Waubaushene, Ontario |                  |
|           | Billy Bell         | C         |             |             | Kanada       | Lachine, Quebec      |                  |
|           | Louis Berlinguette | LW        |             |             | Kanada       | Papineau, Quebec     |                  |
|           | Odie Cleghorn      | RW        |             |             | Kanada       | Montreal, Quebec     |                  |
|           | Fred Doherty       | RW        |             |             | Kanada       | Norwood, Ontario     |                  |
|           | Newsy Lalonde – C  | C         |             |             | Kanada       | Cornwall, Ontario    |                  |
|           | Joe Malone         | C         |             |             | Kanada       | Quebec City, Quebec  |                  |
|           | Jack McDonald      | LW        |             |             | Kanada       | Quebec City, Quebec  |                  |

Vira:

### Seattle Metropolitans
| Vratarji | Vratarji   | Vratarji    | Vratarji    | Vratarji     | Vratarji        |                  |
| #        | Igralec    | Boljša roka | V moštvu od | Kraj rojstva | Kraj rojstva    | Nastopi v finalu |
| -------- | ---------- | ----------- | ----------- | ------------ | --------------- | ---------------- |
|          | Hap Holmes |             | 1915        | Kanada       | Aurora, Ontario |                  |

| Branilci | Branilci          | Branilci    | Branilci    | Branilci     | Branilci                |                  |
| #        | Igralec           | Boljša roka | V moštvu od | Kraj rojstva | Kraj rojstva            | Nastopi v finalu |
| -------- | ----------------- | ----------- | ----------- | ------------ | ----------------------- | ---------------- |
|          | Ran McDonald      | R           | 1918        | Kanada       | Cashion's Glen, Ontario |                  |
|          | Bernie Morris – C | R           | 1915        | Kanada       | Brandon, Manitoba       |                  |
|          | Roy Rickey        |             |             |              |                         |                  |
|          | Bobby Rowe        |             |             |              |                         |                  |

| Napadalci | Napadalci     | Napadalci | Napadalci   | Napadalci   | Napadalci               | Napadalci                 |                  |
| #         | Igralec       | Položaj   | Boljša roka | V moštvu od | Kraj rojstva            | Kraj rojstva              | Nastopi v finalu |
| --------- | ------------- | --------- | ----------- | ----------- | ----------------------- | ------------------------- | ---------------- |
|           | Frank Foyston | LW/R      |             |             | Kanada                  | Minesing, Ontario         |                  |
|           | Muzz Murray   | C/LW      |             | 1918        | Združene države Amerike | Sault Ste Marie, Michigan |                  |
|           | Jack Walker   | C/R       |             |             | Kanada                  | Silver Mountain, Ontario  |                  |
|           | Cully Wilson  | RW        |             |             | Kanada                  | Winnipeg, Manitoba        |                  |